# HathiTrust
HathiTrust – wspólne repozytorium bibliotek cyfrowych, obejmujące treści zdigitalizowane w ramach projektów Google Books i Internet Archive, jak również materiały lokalnych bibliotek cyfrowych.
HathiTrust powstało w październiku 2008 z inicjatywy trzynastu uczelni zrzeszonych w Committee on Institutional Cooperation i University of California. Inicjatywa obejmuje również ponad 60 innych bibliotek naukowych w Stanach Zjednoczonych i Europie. Repozytorium zarządzane jest przez Indiana University i University of Michigan. Dyrektorem wykonawczym HathiTrust jest John Price Wilkin, zaangażowany w projekty digitalizacji na University of Michigan od połowy lat 90. Nazwa projektu pochodzi od hinduskiego słowa hathi, oznaczającego słonia, co ma podkreślić rozmach przedsięwzięcia, a także wywołać skojarzenia z pamięcią, mądrością i siłą, przypisywanym tym zwierzętom.
Według stanu na styczeń 2013, w repozytorium HathiTrust znajduje się ponad 10 milionów woluminów, z czego ponad 2,7 miliona należy do domeny publicznej.
We wrześniu 2011 amerykańska gildia pisarzy (Authors Guild) pozwała HathiTrust powołując się na masowe naruszenie praw autorskich. Sąd federalny rozstrzygnął pozew w październiku 2012 na korzyść HathiTrust, uznając, że udostępnianie książek zeskanowanych w ramach Google Books było dopuszczalne w ramach dozwolonego użytku.